# Klosterneuburg

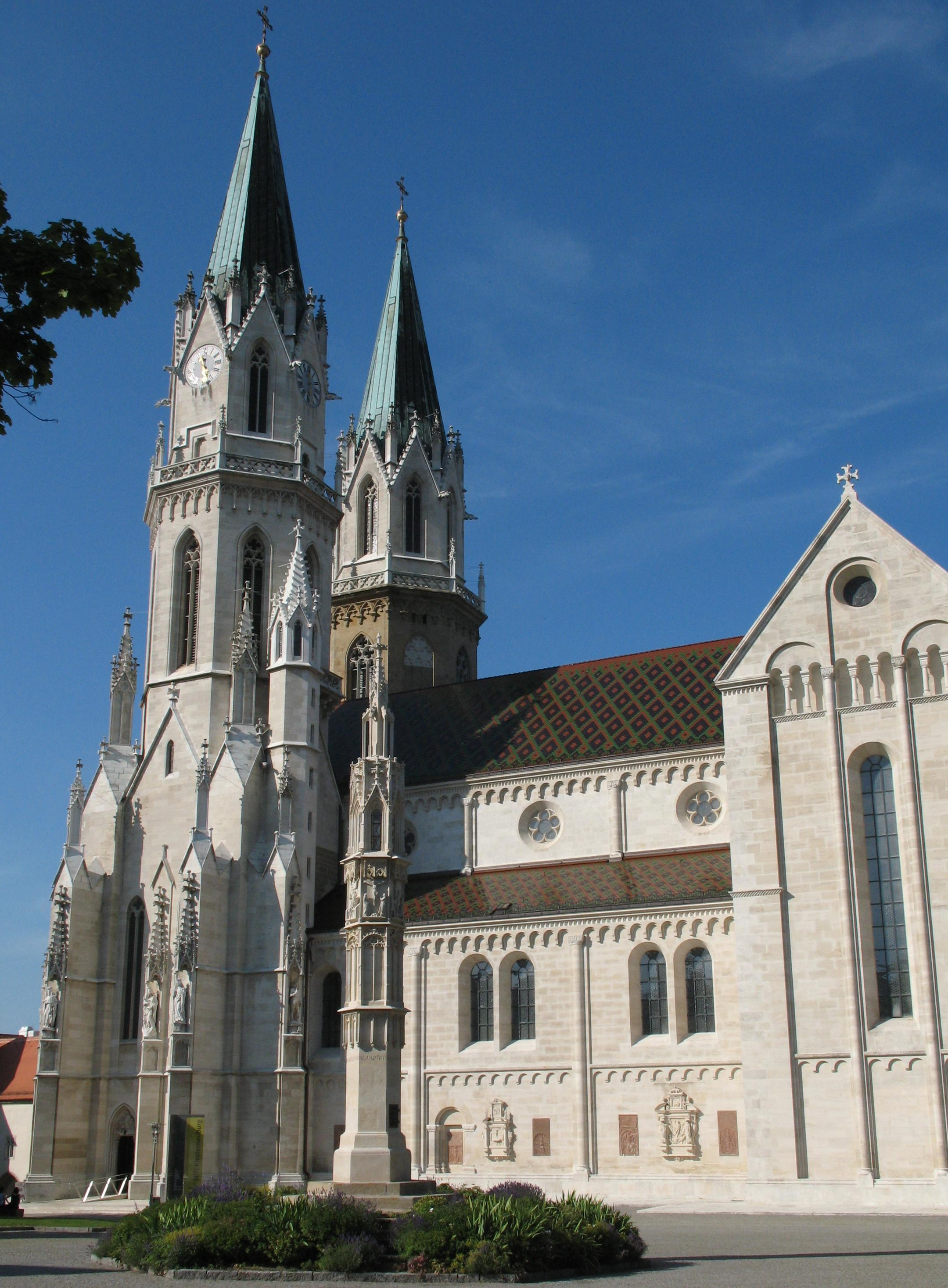
Igreja da Colegiada

Klosterneuburg é um município da Áustria localizado no distrito de Wien-Umgebung, no estado de Baixa Áustria.
A cidade possui uma população de 24 442 habitantes. Está localizada às margens do Danúbio, imediatamente ao norte de Viena. A cidade desenvolveu-se com seu monastério. Hoje é um local com indústrias e um subúrbio de Viena. A cidade foi fundada por Carlos Magno.

## O Monastério de Klosterneuburg
O Monastério foi fundado em 1114 por Leopoldo III e sua esposa, Agnes. Desde 1113, é a sede da Ordem dos Cónegos Regrantes de Santo Agostinho. O extraordinário monastério está localizado em uma colina acima das margens do Danúbio. Dentro do complexo, encontra-se o famoso Altar de Klosterneuburg (ou Altar de Verdun), construído por Nicolas de Verdun, e uma biblioteca com mais de 30 000 volumes e muitos manuscritos.